# Beringer (Adelsgeschlecht)
Die Beringer sind ein konstruiertes anhaltisches Adelsgeschlecht.

## Darstellung in den Chroniken
Das Geschlecht der Beringer (oder Behern) wurde von dem anhaltischen Chronisten Ernst Brotuff im 16. Jahrhundert konstruiert, um bestehende Rechtsverhältnisse und eine herausragende Stellung der damaligen Anhaltiner Fürsten zu begründen. Die Beringer sollen die Burgen Ballenstedt, Anhalt und Aschersleben am Harz bewohnt und unter den sächsischen Adligen von hoher Bedeutung gewesen sein.
In seiner Genealogischen Geschichte des Hauses Anhalt (Leipzig 1556) führt Brotuff die Beringer (unter Nutzung älterer Traditionsstücke) auf einen von den Sachsen gesandten Herrn Bernthobaldus von Ballenstedt unnd Ascaniae als Stammvater zurück. Dieser Bernthobaldus habe im 6. Jahrhundert als Lohn für seinen Sieg über den Thüringerkönig Herminafried im fränkisch-thüringischen Krieg große Teile des Thüringerreiches erhalten.
Brotuff stellt die angeblichen Beringer Bernthobaldus II. und Beringer I. als sächsische Kriegskönige des 7. Jahrhunderts vor und behauptet, Beringer III. sei von Karl dem Großen getauft und zum ersten Graffen zu Ascanie auff dem Hartze und Ballenstet ernannt worden.
Im Auftrag des Fürsten Joachim Ernst von Anhalt (1536–1586) stellte der fürstliche Sekretär Bartholomäus Schwanberg (auch: Schwanberger) in den 1580er Jahren eine überarbeitete Chronik zusammen, in die er Brotuffs Konstruktion der sächsischen Beringer-Genealogie weitgehend übernahm.

## Wappen von Anhalt

Wappen von Anhalt

Im anhaltischen Wappen findet sich in Feld 4 in Silber eine schräglinke rote Zinnenmauer mit geschlossenem goldenen Tor, darauf linksgewendet ein schwarzer Bär mit goldener Krone und silbernem Halsband schreitend. Dieser Bär steht für das Geschlecht der Beringer und das Herzogtum Bernburg.

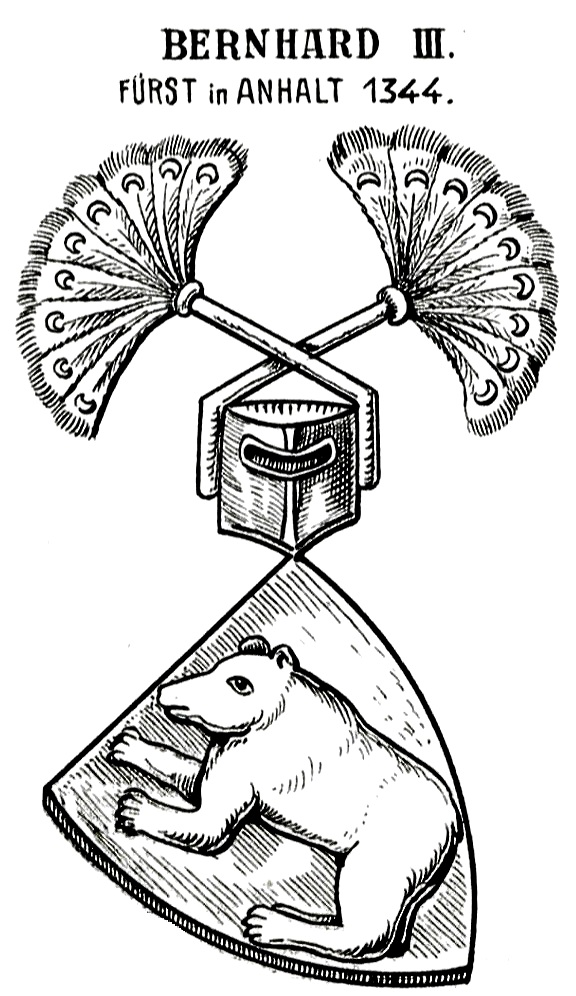
Bernhard III., Fürst von Anhalt-Bernburg, Graf zu Anhalt und Graf zu Bernburg (Wappensiegel 1344)
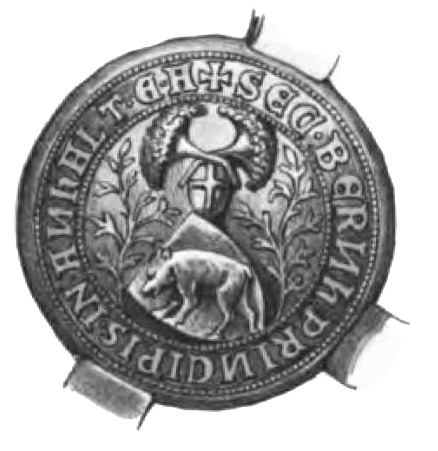
Wappensiegel Bernhard IV. von Anhalt-Bernburg
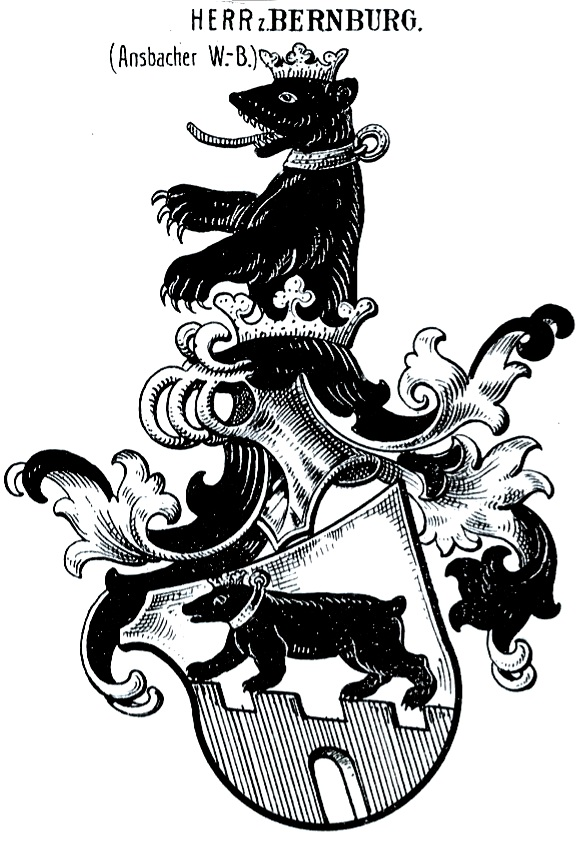
Wappen der Herren von Bernburg (Ansbacher Wappenbuch)
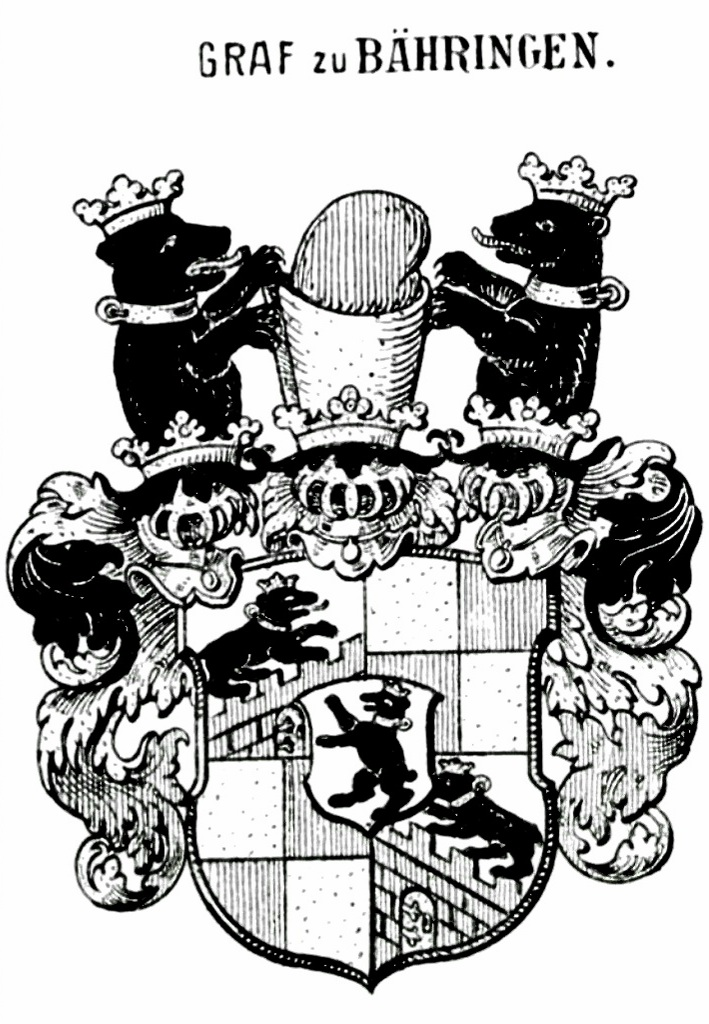
Wappen der Grafen zu Bähringen
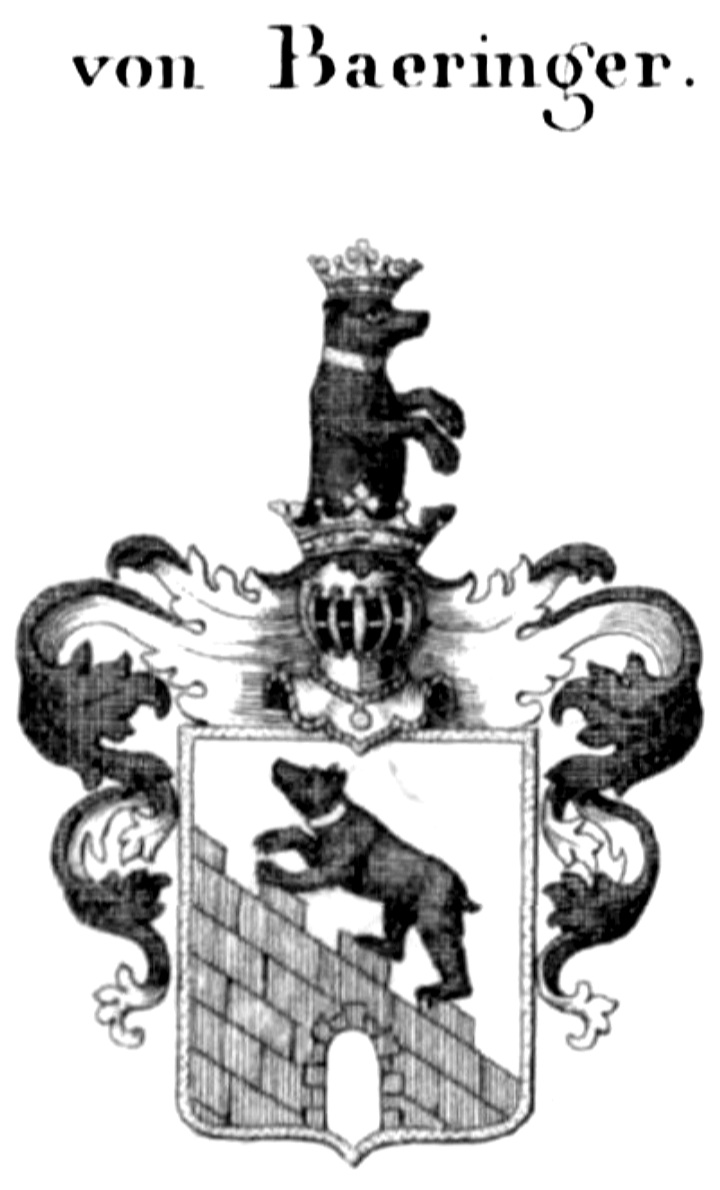
Wappen derer von Baeringer
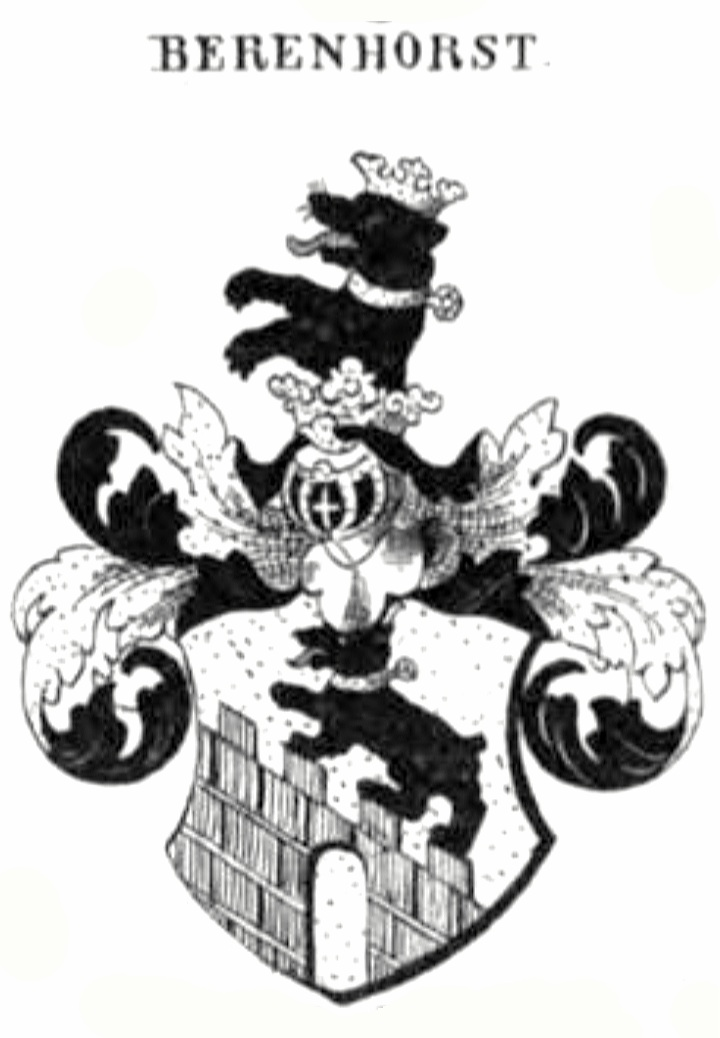
Wappen derer von Berenhorst

Georg Aribert von Anhalt-Dessau hatte eine Dame niederen Adels geheiratet. Den Kindern wurde der gräfliche Titel zu Bähringen, Waldersee und Radegast zugestanden.
Der zweiten Ehefrau des Fürsten Lebrecht von Anhalt-Bernburg, der gebürtigen Baronesse von Weede, und den aus der Ehe zu erwartenden Kindern, wurde 1703 vertraglich zunächst der freiherrliche Name von Bähringen zuerkannt. 1705 bekam sie jedoch vom Kaiser den Titel Gräfin von Weede und den Kindern wurde der prinzliche Titel von Anhalt-Bernburg zuerkannt. Das freiherrliche Wappen von Bähringen zeigte einen Bären (ohne die Mauer), der sich als Helmzier auf dem Helm wiederholte.
Die morganatische Ehefrau des Herzogs Leopold III. Friedrich Franz (Anhalt-Dessau), Luise Schoch, und ihre gemeinsamen Kinder, wurden 1801 unter Beilegung des Wappens der Beringer als „von Baeringer“ (auch „von Beringer“) in den preußischen Adelsstand erhoben.
Das gleiche Wappen, nur der Schild golden, hatte übrigens bereits um 1750 Georg Heinrich, natürlicher Sohn des Fürsten Leopold I. (Anhalt-Dessau) erhalten, nur unter dem Namen „von Berenhorst“.